# From TV Animation – One Piece: Grand Battle! 2
From TV Animation – One Piece: Grand Battle! 2 (From TV animation　ONE PIECE グランドバトル! 2) ist ein Kampfspiel, das von der Firma Ganbarion entwickelt und vom Herausgeber Bandai Namco für die PlayStation veröffentlicht wurde. Das Spiel basiert auf der Mangareihe One Piece. Das Spiel wurde am 20. März 2002 in Japan veröffentlicht. Es ist die Fortsetzung von From TV Animation – One Piece: Grand Battle!. Das Opening des Spiels verwendet die Musik We Are! Super-EX Version.

## Inhalt
Nachdem Ruffy und sein Crew bis zur Grandline geschafft haben, werden sie von einer Organisation von Söldnern namens Baroque-Firma konfrontiert. Dieses Spiel behandelt die Alabasta-Saga.

## Spielprinzip
Ähnlich wie im ersten Spiel treten zwei Charaktere in einer 3D-Arena mit Gegenständen und Hindernissen gegeneinander an. Manche Charaktere haben drei Special Moves und andere haben nur zwei. Eine Neuerung ist, dass weitere Charaktere, Stages und Features hinzugefügt wurden.
| Charaktere                                | Unterstützer-Charaktere                |
| ----------------------------------------- | -------------------------------------- |
| Monkey D. Ruffy                           | -                                      |
| Lorenor Zoro                              | -                                      |
| Nami                                      | -                                      |
| Lysop                                     | -                                      |
| Sanji                                     | -                                      |
| Kuro                                      | Sham & Buchi, Jango                    |
| Don Krieg                                 | Gin                                    |
| Arlong                                    | Hachi, Kuroobi, Chew                   |
| Buggy                                     | Mohji & Richie, Cabaji                 |
| Alvida                                    | -                                      |
| Smoker                                    | -                                      |
| Tashigi                                   | -                                      |
| Nefeltari Vivi                            | Chaka, Bell                            |
| Karoo                                     | Super Spot-Billed Duck Troops          |
| Nico Robin (im Spiel als Miss All-Sunday) | Banchi                                 |
| Crocodile                                 | Mr. 1, Miss Doublefinger               |
| Mr. 2 Bon Clay                            | Mr. 4, Miss Merry Christmas, Lassoo    |
| Mr. 3                                     | Miss Goldenweek, Mr. 5. Miss Valentine |
| Chooper                                   | -                                      |
| Pandaman                                  | Panda Shark                            |
| Mihawk                                    | -                                      |
| Shanks                                    | Benn Beckman, Lucky Roux, Yasop        |
| Ace                                       | -                                      |

Die auswählbaren Stages sind Syrop, Baratié, Arlong Park, Loguetown, La Boums Magen, Windmühlendorf, Whiskey Peak, Little Garden, Drum Castle, Moving Crab, Alubarna und die Marinehauptquartier.

## Soundtrack
Eine CD mit der Musik des Spiels wurde unter dem Titel "One Piece Grand Battle! 2 Music and Song Collection" veröffentlicht.

## Rezeption
Famitsu vergab eine Punktzahl von 26/40.